# 岡村晃司
岡村 晃司（おかむら こうじ、1998年6月12日 - ）は、ジャパンラグビーリーグワン花園近鉄ライナーズに所属するラグビー選手。

## プロフィール
- 奈良県出身[1]。
- ポジションはセンター(CTB)。
- 身長 171 cm、体重 85 kg
- ニックネームはオカジ。

## 略歴
2017年、御所実業高校卒業後、帝京大学に入る。
2021年、帝京大学卒業後、近鉄ライナーズ(現・花園近鉄ライナーズ)に加入。
2022年1月10日に行われたJAPAN RUGBY LEAGUE ONE第1節相模原ダイナボアーズ戦にて先発出場で公式戦初出場を果たした。